# نیک هایک جونیور
نیک هایک جونیور (به انگلیسی: Nick Hayek, Jr) (زاده ۱۹۵۴) کارآفرین، بازرگان و مدیر ارشد اجرایی سوئیسی-لبنانی است، که در حال حاضر به‌عنوان مدیر عامل اجرایی گروه سواچ فعالیت می‌نماید. وی فرزند بنیانگذار گروه سواچ؛ نیکلاس هایک می‌باشد.